# 温岭站
温岭站位于中国浙江省台州市温岭市大溪镇利岙村，邻近泽国镇，距温岭市区16 km，于2009年9月28日甬台温铁路试运行当日启用。
2018年车站开始进行杭绍台铁路接入改造，在既有站场西侧新建2台7线的客专场并新建西站房，与东站房通过新建天桥连接；受此影响，2020年10月11日起车站停办客运业务，12月31日恢复。西站房于2021年2月5日封顶。
因杭台高铁接入既有杭深线温岭站施工影响，车站自2021年9月15日至9月29日再次停办客运业务。

## 车站结构

### 站房
温岭站设有东西两座站房。东站房为混凝土框架结构，于2009年投用；主体为2层，地下有架空层，站房总建筑面积为16466平方米，站房总长度166米、总宽度68米。
西站房面积13254平方米，其中包括横跨客专场的高架候车室8908平方米。西站房与东站房间有2座天桥连接。
- 东站房候车室
- 东站房一层候车室
- 西站房高架候车室
- 出站大厅

### 站场
温岭站既有站场（杭深场）规模2台4线，杭绍台客专场规模2台7线，此外设有存车场。车站南北侧分别设有杭绍台铁路温岭北线路所-杭深线温岭站和杭绍台客专场-杭深线的联络线。
| 西站房   |                                            |
| 7站台    | 杭台高速铁路 往杭州东方向（台州）          |
| 岛式月台 |                                            |
| 6站台    | 杭台高速铁路 往杭州东方向（台州）          |
| 通过线   | 杭台高速铁路 上行列车                      |
| 通过线   | 杭台高速铁路 下行列车                      |
| 5站台    | 杭台高速铁路 往玉环方向（温岭西）          |
| 岛式月台 |                                            |
| 4站台    | 杭台高速铁路 往玉环方向（温岭西）          |
| 3站台    | 杭台高速铁路 往玉环方向（温岭西）          |
| 岛式月台 |                                            |
| 2站台    | 杭深线 往杭州东方向（台州西）              |
| 通过线   | 杭深线 上行列车                            |
| 通过线   | 杭深线 下行列车                            |
| 1站台    | 杭深线 往深圳北方向（雁荡山）              |
| 侧式月台 |                                            |
| 东站房   | 出站口、进站口、售票、候车、检票、办公区域 |

## 接驳交通

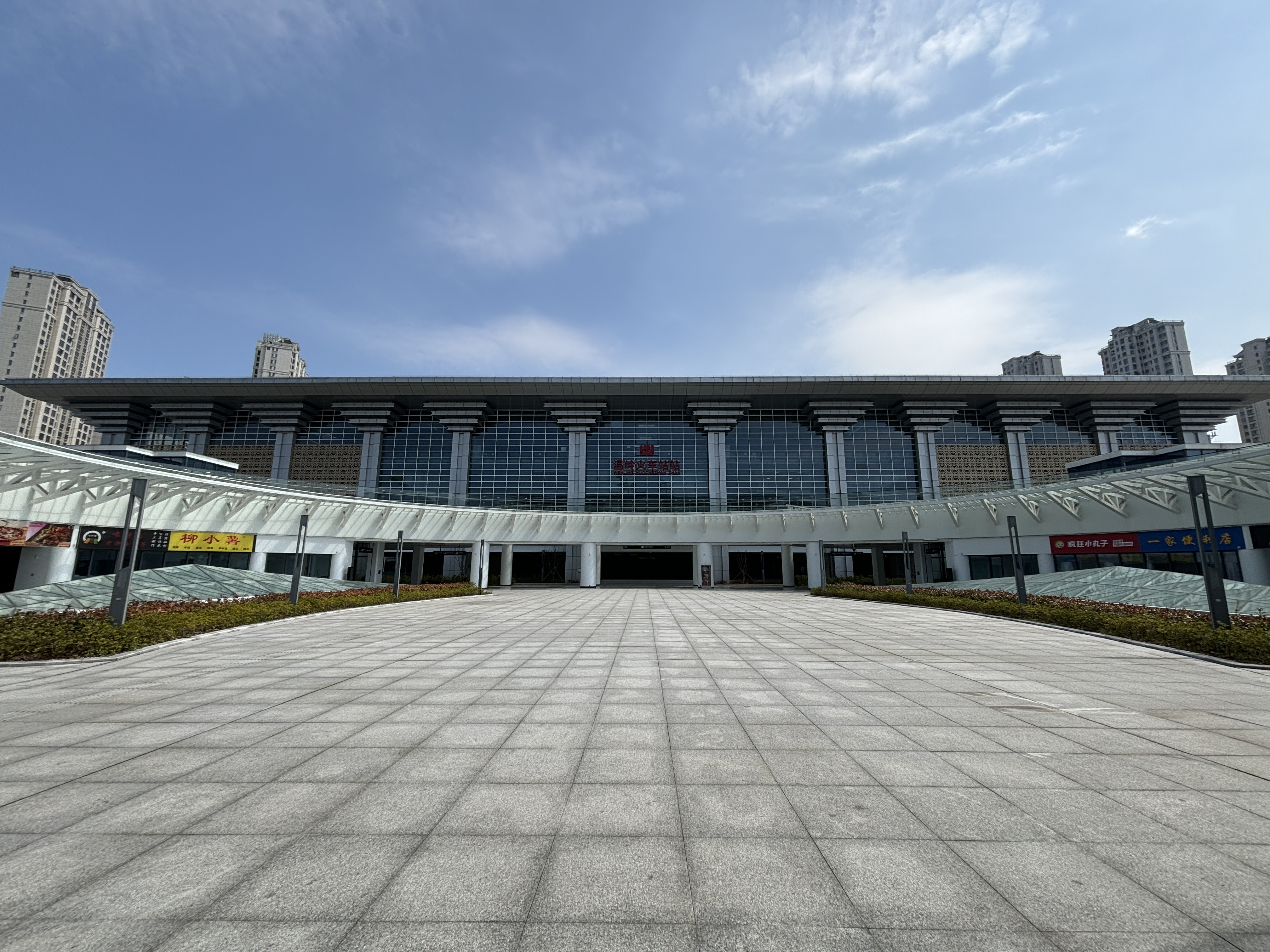
台州市域铁路S1线温岭火车站站站房

温岭站西侧设有公交换乘中心；
| 线路            | 目的地                                                       | 线路  | 目的地                                           |
| --------------- | ------------------------------------------------------------ | ----- | ------------------------------------------------ |
| 1路             | 东湖公交站-火车站 05:40-21:10；火车站-东湖公交站 06:23-22:16 | 18路  | 下河-火车站 06:00-18:16；火车站-下河 06:00-22:20 |
| 211路           | 松门，途径石桥头                                             | 231路 | 石塘，途径石桥头、松门                           |
| 232路           | 箬山，途径松门、石塘                                         | 311路 | 箬横，途径新河                                   |
| 321路           | 滨海，途径新河                                               | 421路 | 大溪，途径潘郎                                   |
| 521路           | 岙环，途径大闾、城南                                         | 泽1路 | 泽国镇政府                                       |
| 泽3路           | 泽国镇政府                                                   | 泽6路 | 泽国                                             |
| 泽8路           | 泽国                                                         | 泽9路 | 泽国                                             |
| 温岭火车站-金清 | 金清                                                         |       |                                                  |

### 市域铁路车站
- 台州市域铁路S1线温岭火车站站（已在2022年12月28日正式开通运营）[9]